# Groupama Arena
Groupama Arena višenamjenski je stadion u Budimpešti, u Mađarskoj. Na njemu svoje domaće utakmice igraju Ferencvárosi TC i mađarska nogometna reprezentacija. S najvećim raspoloživim kapacitetom od 23.700 gledatelja drugi je najveći stadion u Mađarskoj, poslije stadiona Ferenca Puskása. Nalazi se na mjestu na kojem je do 2013. stajao stadion Alberta Flóriána.

## Vanjske poveznice
- Službene stranice (mađ.)